# Dead Man Running
Dead Man Running – brytyjski kryminał z 2009 roku. W rolach głównych wystąpili Tamer Hassan, Danny Dyer i raper 50 Cent.

## Fabuła
MrThigo (50 Cent) – bezduszny wyzyskiwacz domaga się od byłego skazańca, Nicka (Tamer Hassan) szybkiego zwrotu 100 tysięcy funtów brytyjskich, w przeciwnym razie on i jego sparaliżowana matka zostaną zabici. Nick, który starał się do tej pory żyć uczciwie, ma 24 godziny na zgromadzenie potrzebnych pieniędzy. Sposoby, jakimi postanawia zdobyć fundusze, nie są zgodne z prawem.

## Obsada
- Tamer Hassan jako Nick
- Danny Dyer jako Bing
- 50 Cent jako Thigo
- Brenda Blethyn jako matka Nicka
- Monet Mazur jako Frankie